# Gérard Schlosser
Pour les articles homonymes, voir Schlosser.
Gérard Schlosser est un peintre français né le 12 juin 1931 à Lille et mort le 10 août 2022 à Paris.

## Biographie
Élève de l'École des arts appliqués de Paris entre 1948 et 1951, où il étudie l'orfèvrerie, Gérard Schlosser étudie parallèlement la sculpture en autodidacte. Il fait ensuite un court passage aux Beaux-Arts de Paris puis décide de se consacrer définitivement à la peinture, en 1953, après avoir assisté à une représentation de En attendant Godot. Dès ses premières toiles, il fait le choix de la figuration : fragments de corps peints en aplats et cernés de noir. es travaux ne sont pas sans rappeler les recherches des artistes du pop art.
C’est en 1970 qu’il a recours à la photographie. Il systématise par la suite ce procédé comme d’autres artistes français associés à l'hyperréalisme ou à la figuration narrative comme Jacques Monory, Bernard Rancillac, Gilles Aillaud ou Gérard Fromanger. L’usage de l’épiscope qui permet de projeter une image sur la surface de la toile se généralise.
Alain Jouffroy écrit : 

« Schlosser est une caméra-œil, la caméra-œil d’un peintre-cinéaste, et pas seulement un œil. Mais cette caméra-œil — et cet œil — sont, comme ceux d’un cinéaste, indissolublement liés aux emplois du temps, aux emplois d’espaces d’une société. »

Les titres des tableaux assument un rôle déterminant dans ce processus. Chacun d’eux participe à l'identité de ce moment cinématographique : Elle n'a quand même pas de chance avec son mari, Pourvu qu'il n'y ait pas de bouchon à Vienne, Tu as réglé la cotisation ?, Il m’avait dit d’attendre au café du port.
Il meurt le 10 août 2022 dans le 12e arrondissement de Paris.

## Expositions (sélection)

### Expositions personnelles
- 1980 : Château de Ratilly, centre d'art contemporain, Yonne ; galerie Beaubourg, Paris
- 1981 : Centre régional d'art contemporain, Châteauroux ; centre d'action culturelle, Annecy ; galerie Jean-Marie Cupillard, Grenoble ; Maison des arts et des loisirs, Sochaux ; galerie Erco, Paris
- 1982 : Galerie Jacqueline Storme, Lille
- 1983 : CAC, Saint-Cyr-l'École
- 1984 : Galerie Beaubourg, Paris
- 1985 : Galerie Ghana, Séoul
- 1987 : Galerie Beaubourg, Paris
- 1989 : Galerie Mayer Schwarz, Los Angeles
- 1991 : Galerie Loft, Paris ; galerie Thierry Salvador, Paris ; galerie Vincent, Saint-Pierre, La Réunion
- 1992 : Centre d'art contemporain, lycée du Forez, Feurs ; galerie Félix Labisse de l'Hippodrome, Douai
- 1994 : Galerie Jacqueline Storme, Lille ; galerie Loft, Paris ; galerie Vincent, Béziers
- 1995 : Art Center, Séoul
- 1996 : Galerie Sassi, Paris ; espace culturel François-Mitterrand, Beauvais
- 1997 : Galerie Gastaud, Clermont-Ferrand
- 1998 : Fondation Charies-Cante, Mérignac
- 1998 : Galerie Laurent Strouk Paris, « Photomontages »
- 2004 :  Galerie Laurent Strouk Cannes, « Peintures récentes »
- 2008 : Galerie Laurent Strouk Paris, peintures.
- 2013 : Galerie Laurent Strouk, Paris
- 2013 : Musée des beaux-arts de Dole ; Palais synodal de Sens

### Expositions collectives
- Gérard Schlosser est membre du Salon de la Jeune Peinture jusqu’en 1973.
- Mars 1979 : Images du plein air aujourd'hui - Henri Cueco, Jean-Claude Latil, Jean-Pierre Le Boul'ch, Michel Parré, Gérard Schlosser, galerie municipale Édouard-Manet, Gennevilliers.

### Filmographie
- 1978 : Michel Lancelot, Gérard Schlosser, Peintres de notre temps, 30 min, production Antenne 2 INA
- 1995 : César Sunfeld, Gérard Schlosser. C'est jamais la même chose, 12 min, production Objectif Lune
- 1998 : Claude Guibert, Gérard Schlosser, 13 min, Encyclopédie audiovisuelle de l'art contemporain, production Imago
- 2008 : Philippe Monsel, Gérard Schlosser, 23 min, Secrets d'alcôve ECA Production

### Monographie
- Alain Jouffroy, Gérard Schlosser, Éditions Frédéric Loeb - Paris, 1993, 272 p.  (ISBN 2 908926 04 0)
- Bernard Noël, Gérard Schlosser, Éditions Cercle d'Art - Paris, 2008, 246 p.  (ISBN 978 2 7022 0867 0)
- Amélie Adamo, Nicolas Pesquès, Gérard Schlosser : Rétrospective 1957-2013, Paris, Somogy Éditions d’Art, 2013, 104 p.  (ISBN 978-2-7572-0680-5)